# Aphodius scrutator
Aphodius scrutator es una especie de coleóptero de la familia Scarabaeidae.

## Distribución geográfica
Habita en el paleártico: Europa, Turquía y Macaronesia.